# Metabolaea chlorophthalma
Metabolaea chlorophthalma är en fjärilsart som beskrevs av Edward Meyrick 1923. Metabolaea chlorophthalma ingår i släktet Metabolaea och familjen stävmalar. Inga underarter finns listade i Catalogue of Life.